# Zu Lob und Dank Gottes
Zu Lob und Dank Gottes ist das erste evangelische Kirchengesangbuch der Schweiz. Es wurde 1533 in St. Gallen herausgegeben. Damit sang die gesamte Gemeinde in deutscher Sprache erstmals wieder gemeinsam, nachdem diese Praxis im Frühmittelalter an die Kirchendiener übergegangen war.: S. 236–237
Das Buch geht auf eine Initiative des damaligen Stadtpfarrers Dominik Zili (vor 1500–1542) zurück, der damit die Traditionen des reformatorischen Liedguts zusammenführte. Den Auftrag dazu erhielt er vom Stadtrat am 9. April 1533.: S. 238 Zili war seit 1521 Schulmeister in seiner Heimatstadt, seit der Reformation erster Pfarrer der Kirche St. Laurenzen und gehörte zu einer vom Rat gebildeten Expertenkommission, die Vorschläge zur zukünftigen Form der Gottesdienste liefern sollte. Herausgeber war der Rat der Stadt St. Gallen, das ihm offiziellen Charakter verlieh. Der Druckort war bei Froschauer in Zürich.: S. 233–234

## Inhalt
Das Gesangbuch enthält 17 Psalmlieder und elf weitere Gesangstexte, die die Bibel und das christliche Kirchenjahr nach Trinitatis umschreiben. Seit 1527 sammelte Zili für die Schulkinder Liedtexte. Mit dem 130. Psalm, Uss tieffer not schry ich zu dir, begann er seine Zusammenstellung, bis er insgesamt 28 Lieder zusammengeführt hatte. Das längste davon, eine Nachdichtung von Psalm 37 hatte 23 Strophen. Seine guten Kontakte zu Luther ermöglichten ihm, viele Lieder unmittelbar von ihm zu beziehen.
Auf der Titelseite heisst es:

„«Hierin sind / begriffen die gemainsten / Psalmen / ouch andere gaistliche vnd / in der geschrifft gegründte Gsang / wie sy in etlichen Christenlichen gemainden / sonderlich Sant Gallen / zuo lob vnd danck Gottes gesungen werdend. / Eph. V / Redend vnderainandern von Psalmen vnd lobgsangen vnd gaistlichen liedern. Singend vnnd psallierend dem Herren in üweren hertzen» Coloss.III. «Leerend vnd ermanend üch selbs mit Psalmen vnd lobgsangen vnnd gaistlichen liederen in der gnad / vnd singend dem herren in üweren herzten.»“

Nach den Psalmen 1, 15, 37, 51, 67, 6, 71, 73, 114, 109 in zwei Fassungen, 125, 130 und 137 «volgend die geistlichen Gsang / vnd zum ersten von den zehen Gebotten». Jedem Gebot wird ein Kyrie eleison nachgestellt. Auf den fünf Seiten XLIX bis LIII werden die Psalmen den drei Cantica des Lukasevangeliums Magnificat, Benedictus und Nunc dimittis gegenübergestellt. Alle daran anschliessenden Gesänge und Dichtungen sind frei und gereimt. Zunächst folgt eine Dichtung der Weihnachtsgeschichte nach Lukas 2, ein Gesang der «Lyden Christi», die Ostersequenz «Christ ist erstanden» und die Pfingstsequenz «Von dem hailgen gaist». Den Abschluss bilden die drei Dichtungen «Gsang warum der sun Gottes in diss wält geborn / vnd mensch worden sey», «Ain bettgesang vnd vnderwysung dess hailigen Euangelions» und «Mitten wir im läben sind. Mit dem tod umbvangen» gefolgt von einem Register, «wo vnd an welchem blat ein yetlicher Psalm oder Gsang gefunden wirt».

## Bewertung
Nach Ehrensperger setzte Zili mit der Herausgabe des Gesangbuches die Praxis des Kirchengesangs in der Liturgie zurück auf die Handhabung frühchristlicher Gottesdienste. Zilis Freund und reformatorischer Kollege Joachim Vadian kritisierte in dem Text Cantus, der zwischen 1536 und 1545, also nach Zu Lob und Dank Gottes geschrieben worden ist, die zeitgenössische Verwendung des Kirchengesanges, der ihm unverständlich und zu laut, ohne Beteiligung der Gemeinde und nicht in der jeweiligen Landessprache gesungen würde. Für sein Verständnis hatte Zili den Kirchengesang in der richtigen Weise reformiert, stelle er ihn doch grundsätzlich nicht in Frage. Im Titel einer weiteren Schrift Unterschaid leyplichs gebaetts von stim vnd gesang vnd innnerlichs gebaetts von gmuet und hertzen wird die Polarität seines Anliegens deutlich, «war der Gesang [doch] ein Ausdrucksmittel des Gebets, verankert im Herzen der Gläubigen, und zugleich ein Mittel, das Zusammengehörigkeitsgefühl zu fördern. … Nach Vadians Auffassung dient der Gemeindegesang mit lauter, vernehmbarer Stimme der Erbauung der Gläubigen, der Festigung der Verkündigung und der Lehre als ein gemeinsames Zeugnis des Glaubens».: S. 236 Das Gesangbuch hatte Vorbildcharakter für viele andere Gesangbücher.: S. 370 Zürich hatte beispielsweise sein erstes Gesangbuch 1598 nach diesem Vorbild.: S. 374
Die Neuauflage von Frank Jehle 2010, die nur aufgrund eines einzigen, noch in der Bibliotheca Augusta in Wolfenbüttel vorhandenen, erst im 21. Jahrhundert wiedergefundenen Exemplars realisiert werden konnte, wird als «bedeutsam» bewertet. Am Beispiel des Psalms 130 würde deutlich, dass das damalige Lebensgefühl mit einem «puritanisch-herben Ernst» behaftet gewesen sei.: S. 233–234, FN 368 Jehle bietet neben vielen Worterklärungen und einem ausführlichen Nachwort vor allem eine kritische, bibliophile Sicht auf dieses Zeitdokument.: S. 234
Das Buch wurde in seiner Neuauflage 2010 zu den schönsten Schweizer Büchern ausgewählt.